# Бушаг (Марамуреш)
Бушаг (рум. Bușag) насеље је у Румунији у округу Марамуреш у општини Тауциј-Магерауш. Oпштина се налази на надморској висини од 157 m.

## Становништво
Према подацима из 2002. године у насељу је живело 543 становника.

### Попис2002.
| Расподела становништва по националности 2002.‍ | Расподела становништва по националности 2002.‍ | Расподела становништва по националности 2002.‍ | Расподела становништва по националности 2002.‍ | Расподела становништва по националности 2002.‍ |
| --------------------------------------------- | --------------------------------------------- | --------------------------------------------- | --------------------------------------------- | --------------------------------------------- |
|                                               |                                               |                                               |                                               |                                               |
| Румуни                                        | Румуни                                        |                                               | 521                                           | 96,1%                                         |
| Мађари                                        | Мађари                                        |                                               | 21                                            | 3,9%                                          |